# シロミスジ
シロミスジ（白三筋・白三条、Athyma perius）は、タテハチョウ科に属するチョウの一種。

## 概要
ミスジチョウの仲間だが、かなりイチモンジチョウに近い存在。翅の模様はまごうかたなきミスジチョウであるが、体型はイチモンジらしい。ヤエヤマイチモンジとともに両者の中間的な種とされる。
林縁・草原・耕作地のような開けた環境を好み、ミスジチョウ亜科の特徴である滑るような飛翔をする。あまり花には来ず、吸水もしない。
食草はコミカンソウ科（旧トウダイグサ科）のヒラミカンコノキ（Phyllanthus subscandens var. subscandens; シノニム: Glochidion rubrum）。成虫は年中見られる。越冬態は不明。

## 分布
1976年以降与那国島に定着。ほか石垣島・西表島と、横浜市で記録あり。国外では東洋区。